# Indice di diversità
Un indice di diversità è una misura di mutabilità di una distribuzione statistica di un carattere qualitativo sconnesso (carattere "nominale").

## Descrizione
Il modo più semplice di misurare la diversità di un collettivo è quello di contare il numero delle modalità. Va tuttavia evidenziato che se il collettivo è chiaramente definito, nel senso che è noto il numero di modalità, allora questa pur semplice misura può essere indicativa della diversità, ma se il collettivo non è ben definito, come accade generalmente, allora anche la semplice attribuzione di questo numero implica uno sforzo metodologico notevolissimo. Si rende necessario, infatti, procedere ad una stima del numero delle modalità attraverso un procedimento inferenziale, cioè attraverso l'estrazione di un campione rappresentativo del collettivo di riferimento.
In ogni caso, dai dati rilevati, siano essi censuari piuttosto che campionari, è possibile associare a ciascuna modalità una frequenza relativa, data dal numero di unità osservate sul totale. La frequenza relativa può essere intesa come il peso, l'importanza, la rilevanza che ha la modalità all'interno del collettivo. È facile capire che anche le frequenze relative, oltre al numero delle modalità, concorrono a definire il grado della diversità. A titolo di esempio consideriamo, infatti, due collettivi: siano essi due classi scolastiche o due gruppi sperimentali sui quali si vuole verificare l'efficacia di un processo formativo. Assumiamo che i due collettivi abbiano lo stesso numero di modalità. Supponiamo che il primo collettivo abbia lo stesso numero di unità per ciascuna modalità, mentre nel secondo il 90% delle unità ha una sola modalità mentre il restante 10% si distribuisce tra le rimanenti modalità. È spontaneo attribuire un maggior grado di diversità al primo collettivo. In quanto, sebbene il numero delle modalità è per entrambi i casi identico, nel secondo esempio si registra una più elevata omogeneità del collettivo potendo registrare una modalità fortemente prevalente rispetto a tutte le altre che, nel nostro contesto, risultano meno rilevanti. Si intuisce, quindi, che una misura della diversità deve anche tener conto del livello della irrilevanza delle modalità; nel senso che maggiore saranno le modalità irrilevanti minore sarà la diversità a parità del numero di modalità.
Il più semplice indice di diversità è, dunque, l'indice di ricchezza che opera un semplice conteggio del numero delle specie presenti. Alcuni indici di diversità, che invece tengono conto anche del numero di unità presenti per ogni specie sono l'indice di Shannon-Wiener e quello di Simpson. Il principale limite di queste misure è che, in determinate circostanze, possono dar luogo ad ordinamenti diversi sulla base della diversità.
Da un punto di vista della misura possiamo dire che la diversità è un fenomeno multivariato. Si rende necessario, quindi, qualora fosse possibile, trovare una misura sintetica della diversità che tenga conto dei molteplici aspetti della diversità. A tal proposito Patil e Taillie (1979, 1982), in ambito biologico hanno introdotto il profilo della diversità, che oltre a tener conto di tutte le sfaccettature con cui si vuole interpretare la diversità, permette il confronto grafico tra più collettivi. 
Il profilo di diversità è un funzione che dipende dalla distribuzione delle specie all'interno di un collettivo e da un parametro ß. Al variare di questo parametro la funzione si trasforma negli indici di diversità più noti: per ß=-1 si ottiene l'indice di ricchezza, per ß=0 l'indice di Shannon e per ß=1 l'indice di Simpson. In tal modo si riescono a considerare contemporaneamente i tre indici e, tramite il confronto grafico delle funzioni che esprimono la diversità delle varie comunità, si può stabilire quale è più "diversa" delle altre.
Dal momento che il profilo di diversità è una funzione, ulteriori studi ed approfondimenti in campo statistico hanno portato a considerare l'approccio funzionale. A tal proposito sono stati introdotti in dottrina alcuni strumenti funzionali per risolvere alcuni limiti classici dovuti alla sovrapposizione dei profili, che come noto genera difficoltà nello stabilire quale comunità presenti maggiore diversità. Le applicazioni di tale approccio sono molteplici e spaziano dal campo della biodiversità a quello della diversità di nazionalità o di genere all'interno del consiglio di amministrazione delle multinazionali.